# Bergensfjord (Schiff, 2014)
Die Bergensfjord ist ein 2014 in Dienst gestelltes Fährschiff der norwegischen Reederei Fjord Line, die unter dänischer Flagge fährt. Sie wird auf der Strecke von Hirtshals nach Stavanger und Bergen eingesetzt. Die Bergensfjord gehörte zu den ersten mit Flüssigerdgas betriebenen Kreuzfahrtfähren, wurde aber 2023 aus Kostengründen auch für den Betrieb mit Diesel umgerüstet.

## Geschichte
Die Bergensfjord entstand unter der Baunummer 88 in der Werft Danzig und lief am 1. März 2013 vom Stapel. Ursprünglich sollte sie als herkömmliches Motorschiff gebaut werden, ehe die Fjord Line eine Fertigstellung für den Betrieb mit Flüssigerdgas beschloss. Die Fertigstellung des Schiffes verzögerte sich dadurch um mehrere Monate, so dass das nur ein Monat früher auf Kiel gelegte Schwesterschiff Stavangerfjord, dessen Fertigstellung sich durch die neue Antriebsart ebenfalls leicht verzögerte, am Ende fast ein Jahr früher in Dienst gestellt werden konnte. Die Fertigstellung der Bergensfjord erfolgte in der Werft Fosen Yard, ehe das Schiff im Februar 2014 abgeliefert und am 9. März in Dienst gestellt werden konnte.
Neben seiner Stammlinie von Hirtshals nach Stavanger und Bergen wurde die Bergensfjord auch mehrfach kurzzeitig auf anderen Fährlinien sowie für Neujahrskreuzfahrten eingesetzt.
Nach Ausbruch des Angriffskriegs Russlands auf die Ukraine im Jahr 2022 und den damit einhergehenden Sanktionen wurde aus Kostengründen ein Umbau der Bergensfjord von reinem Betrieb mit Flüssigerdgas zu einem kombinierten Diesel-Erdgas-Antrieb beschlossen. Dieser Umbau erfolgte von Februar bis Juni 2023 bei Fosen Yard in Rissa.